# Sundom, Finland
Sundom är en by, sedan 1973 tillhörande Vasa stad. Sundom sammanbinds med resten av Vasa med hjälp av Myrgrundsbron, som byggdes 1974. Byn har även vägförbindelser med Malax och Solf. Sundom tillhörde tidigare Solf kommun. Översundom med bydelen Långnäset är en by i Sundom och Biskopsholmen ett bosättningsområde.

## Historia
Ortnamnet Sundom, eller Murmursundh som det då hette, är känt sedan medeltiden. De äldsta historiska källorna där namnet nämns är två tingsprotokoll från 1440-talet. År 1440 fastställde lagmannen Olof Svärd rågången mellan Kvevlax och Veikars i Mustasaari socken, dagens Korsholm. Då var "Magnus Arffuedzsson i Murmesund" en av synemännen. År 1443 hölls sedan ting i Vörå och i nämnden satt bl.a. Jåsse Larsson från Murmursund.
Gustav Vasa förde mycket precisa jordeböcker under 1500-talet, där Murmursundh finns nämnt. På den tiden var Sundom mera som en ö. Söderfjärden, som skapats genom ett meteoritnedslag för flera miljoner år sedan, var vid denna tid ännu en infjärd vars enda utlopp var genom byn Munsmo. Även Bredviken och åkrarna kring Näset låg vid denna tid under vatten. Därför var Sundom i första hand en fiskarby. De som var bönder hade sina åkrar i Helsingby eller längre uppåt landet. Både Sundom och grannbyn Munsmo hörde vid denna tid till Sankta Maria kyrka i Mustsaari socken.
Under Karl IX:s tid grundades Vasa, men inte på den plats där den ligger idag, utan längre upp längs Stadsfjärden. Att staden grundades gav Sundom en möjlighet att bedriva handel i Vasa. Ett torg lär ha funnits i närheten av kyrkan. Så därför var det antagligen en hel del sundombor som lämnade hamnen vid Västeröver och vid Öjen för att ta sig till Vasa. På grund av landhöjningen var Näset ännu vid denna tid omgärdat av vatten.
Krigen har även drabbat Sundom. Många unga män blev uttagna i krigen. På Lerviks hemman i Översundom nämns bland annat en Per Persson Leerwijk som knecktehöfwitsman i Polen under Karl X Gustavs tid. Även en Bengt Olofsson var soldat 1637. Han var från Släthårs hemman. Under Stora Ofreden lär två sundombor ha deltagit, från Svarfvars hemman, men deras namn och öden är outforskade.
I och med landhöjningen fick Sundom allt mer mark. Under 1700-talet var det dock ännu dåligt med åkermark, men däremot började inre skärgårdens holmar och skär växa fram. Långskär, Byön och Granön var självklart de största öarna. Men även ute till havs började allt fler öar växa fram. Storsanden som tillhörde Malax socken var en av de viktigaste fiskeplatserna under 1800- och 1900-talen, likaså Storskäret och i mindre skala Norrskäret.
1808 tog allt en ny vändning. Finska kriget tog sin början. Endast en sundombo, som stupade i Oravais, lär ha varit med i kriget, men en hel del händelser utspelade sig i byn. Bland annat anlände en sommardag 1808 två större roddbåtar till Kanten. De tog sig iland vid det som idag kallas Jämtlänningsberget. De var soldater, vars skepp råkat gå på grund. Sedan dess har platsen kallats just Jämtlänningsberget. Det bodde även två soldater, Rask och Pilt i Sundom, deras bostäder lär ha legat där skolan ligger idag. En annan berättelse förtäljer att en soldat deserterade och kom på olika vägar till Sundom. Han hade soldater efter sig, så Eva Martin lät honom gömma sig i hennes masugn. Han gifte sig senare med en dotter till Eva.
1809 tillföll Finland kejsardömet Ryssland, men erhöll autonomi. 1800-talet innebar en stor omvälvning inte bara i Sundom, utan också i Finland. Det var nu landhöjningen slog till och fäste Näset samt en hel del öar och holmar till Sundoms fastland. Därför kunde en hamn nu grundas på Näset. Nu kunde man också börja använda de åkrar och ängar som numera finns runt Näset. Dessa var dock mer eller mindre reserverade för Yttre byns invånare, så Övre byns invånare fick fortsätta med åkrarna i Helsingby.
1835 nämns en sundombonde som lösdrivare i Nordamerika. Detta kan vara Sundoms första emigrant, men man kan inte vara säker, eftersom det finns få källor om emigrationen från den här tiden. Den första man säkert vet som for till Amerika reste dock under 1870-talet och var från Krypars hemman. Under åren reste en stor del, både män och kvinnor, till Amerika. En man omnämns dock som sjöman och dog i Sydafrika. Även en man med efternamnet Fjällström reste till Australien under 1900-talet. De flesta som emigrerade var yngre söner i bondfamiljer.
Någon gång under 1880-talet torrlades Bredviken, så att även den kunde användes som åkermark. Denna användes mestadels av Övre byns invånare. Det var också nu som fäbodar började användas. Fäbodar var i Sundom små stugor, med högst två rum. Största delen av fäbodarna låg på Gaambäschtoskatan och Långskär. Dit tog man korna eftersom det fanns gott om föda för dem på holmar och skär. Det finns flera spännande historier från tiden med fäbodarna. Ofta kunde korna försvinna till kvällen, och återfinnas nästa morgon i Malax skärgård. De flesta fäbodar är idag sommarstugor.
Fisket har alltid varit en viktig del av Sundoms historia. Alla personer med förfäder från Sundom har garanterat fiskare i släkten. Särskilt på Storsanden i Malax fanns många fiskarbastur som tillhörde sundomfiskare.
1852 brann Vasa ner, och några år senare, 1857, blev Sundom och Munsmo en del av Solf församling. Dit hörde även Tölby, Vikby och Rimal. Sundoms första kaplan hette Natanael Elfwing. Därefter följde Olof Wallin, Ernst Appelberg och Teodor Appelberg. Den sistnämnde dog 1921 och Sundom låg honom oerhört varmt om hjärtat. Prästgården uppfördes 1876 på Dalibacken.
1910 var ett ödesår för Sundom. En härkmeribo vid namn John Erickson och hans två söner, Gunnar och Eskil, flyttade till Sundom. Där grundade han ett sågverk på Stråkan. Sågen hette då Stråka Ångsåg, men kom 1920 att döpas om till Kronvik Trävaruföretag AB. Kronvik kom att bli en oerhört viktig del av Sundoms historia. Efter att John stupade 1918 i Uleåborg blev sonen Gunnar ny direktör, och det var han som omvandlade sågen till aktiebolag 1920. En annan viktig person i företaget var Axel Teir, som skötte det praktiska arbetet och rekryteringen av arbetare. Trävarorna fraktades till sågen med hjälp av bogserbåtar och lastbilar, för att sedan sågas upp, stabbas och sedan fraktas vidare med pråm och lastbil till de olika köparna. De flesta arbetarna kom från Sydösterbotten, och det är en av de största orsakerna till att nya efternamn kommit till Sundom. Många av de som arbetade på sågen bor ännu kvar på sågen. Sågen bytte ägare 1959 till KOP och ny direktör blev Olavi Isopahkala. 1968 köpte Rauma–Repola sågen och drev den till 1984, då den lades ned. Idag är området småbåtshamn. Snickeriet och massafabriken står kvar än idag och ägs av Sundom Båtklubb. Även ett av magasinen står kvar, och ägs av båttillverkaren Rönnqvist, som har det som båtcentrum. Ett daghem finns också, samt en lägergård.
1893 fick Sundom sin första folkskola. Den byggdes mittemot den nuvarande skolbyggnaden, och ägdes av båttillverkaren Rönnqvist. Utom den fanns även ett antal småskolor, alltså förskolor, runtom i byn. Ute på Stråkan byggdes också en skola 1956, vars första och enda lärare blev Hjördis Mitts. Skolan på Stråkan drogs in i och med det nya skolbygget 1961 som bygges där skolan finns idag. Den skolan står kvar än idag, och rymmer även ett bibliotek och ett daghem, samt lokal-tv:s lokal.
Ungdomsföreningen grundades 1901 under Malax ungdomsförening, ungdomslokalen byggdes 1909. Där hålls nu gitarrlektioner och dans.